# Adiantum palaoense
Adiantum palaoense är en kantbräkenväxtart som beskrevs av Carl Frederik Albert Christensen. Adiantum palaoense ingår i släktet Adiantum och familjen Pteridaceae. Inga underarter finns listade.